# Consistoriekamer

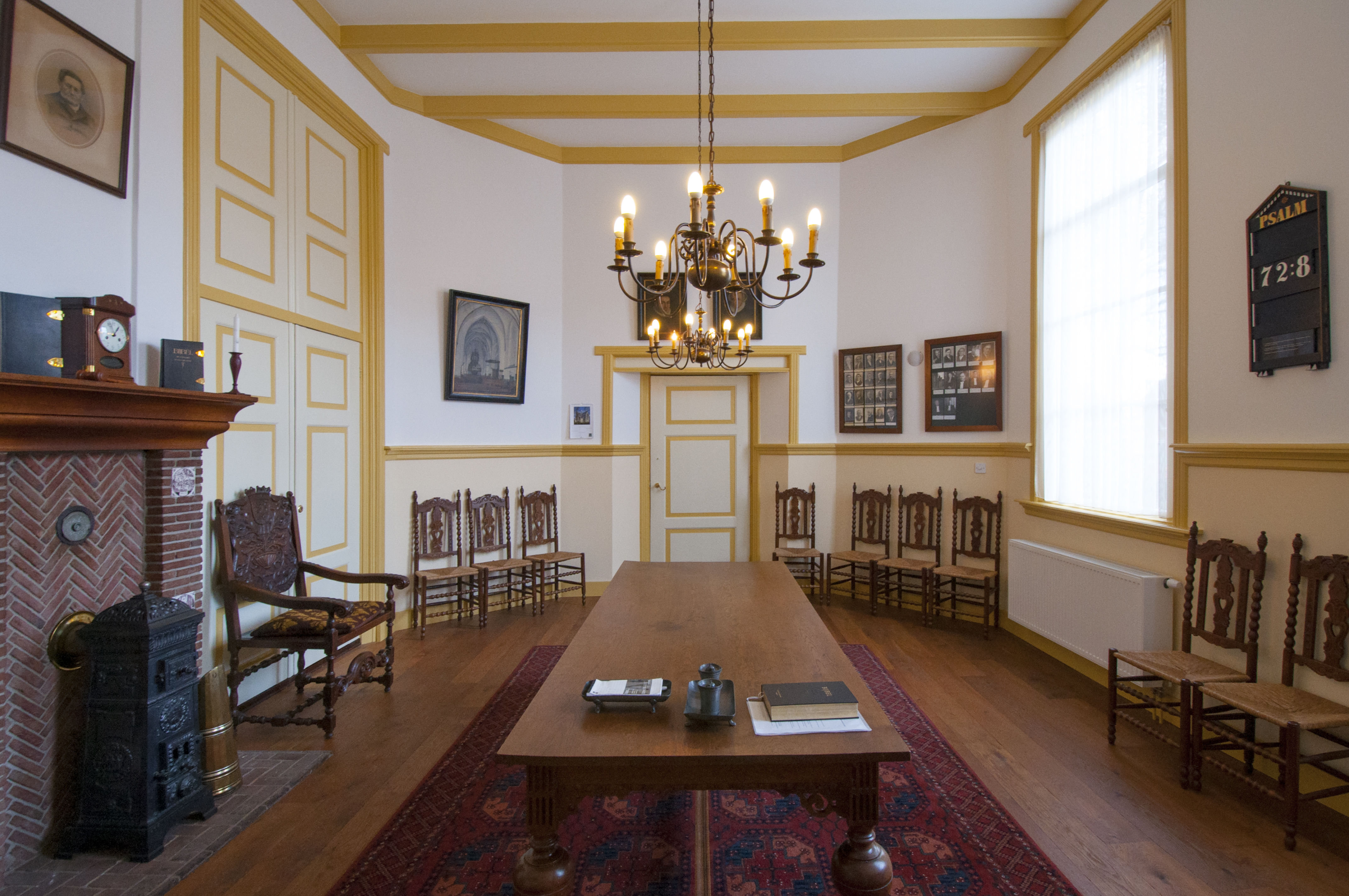
Consistoriekamer van de Grote Kerk in Nijkerk

De consistoriekamer of het consistorie is in protestantse kerken de ruimte of het gebouw waarin de kerkenraad (de ouderlingen en diakenen) vergadert. In de protestantse kerk is de kerkenraad het hoogste orgaan van de plaatselijke en in principe zelfstandige kerkgemeente. De ruimte bevindt zich normaal gesproken in het kerkgebouw, of vlak ernaast of in een separaat gebouw bij de pastorie. Als het zich in een apart gebouw(tje) bevindt wordt dit gebouw soms gecombineerd met andere kerkelijke activiteiten zoals catechisatie en wordt dan ook wel verenigingsgebouw genoemd.  Het consistorie is ook de ruimte waar predikant en kerkenraad kort voor een kerkdienst even bij elkaar zijn om zo nodig informatie uit te wisselen en het consistoriegebed uit te spreken. Ook na de dienst gaat men terug naar het consistorie. Deze bijeenkomsten hebben verder een informeel karakter, het is geen vergadering.
Vanouds was het consistorie iets anders dan de kamer waar de kerkenraad vergadert. In Genève werd onder Johannes Calvijn de boetepraktijk van de Rooms-Katholieke Kerk opnieuw geïntroduceerd. De stad Genève werd verdeeld in wijken, die ressorteerden onder een wijkouderling. Indien de leden van de wijk een leven leidden dat niet passend was, of afwijkingen vertoonden in de leer van de kerk, werd dit gemeld aan de wijkouderling. Desbetreffend lid werd dan onder de Kerkelijke tucht geplaatst. Hierdoor was deelname aan de Sacramenten, de Heilige Doop en het Heilig Avondmaal niet mogelijk. Om vrij te raken van de tucht, moest het gemeentelid tot inkeer komen en schuldbelijdenis doen bij de kerkenraad. De kerkenraad keek naar het innerlijk van deze persoon, vandaar de naam 'consistorie'.

## Zie ook

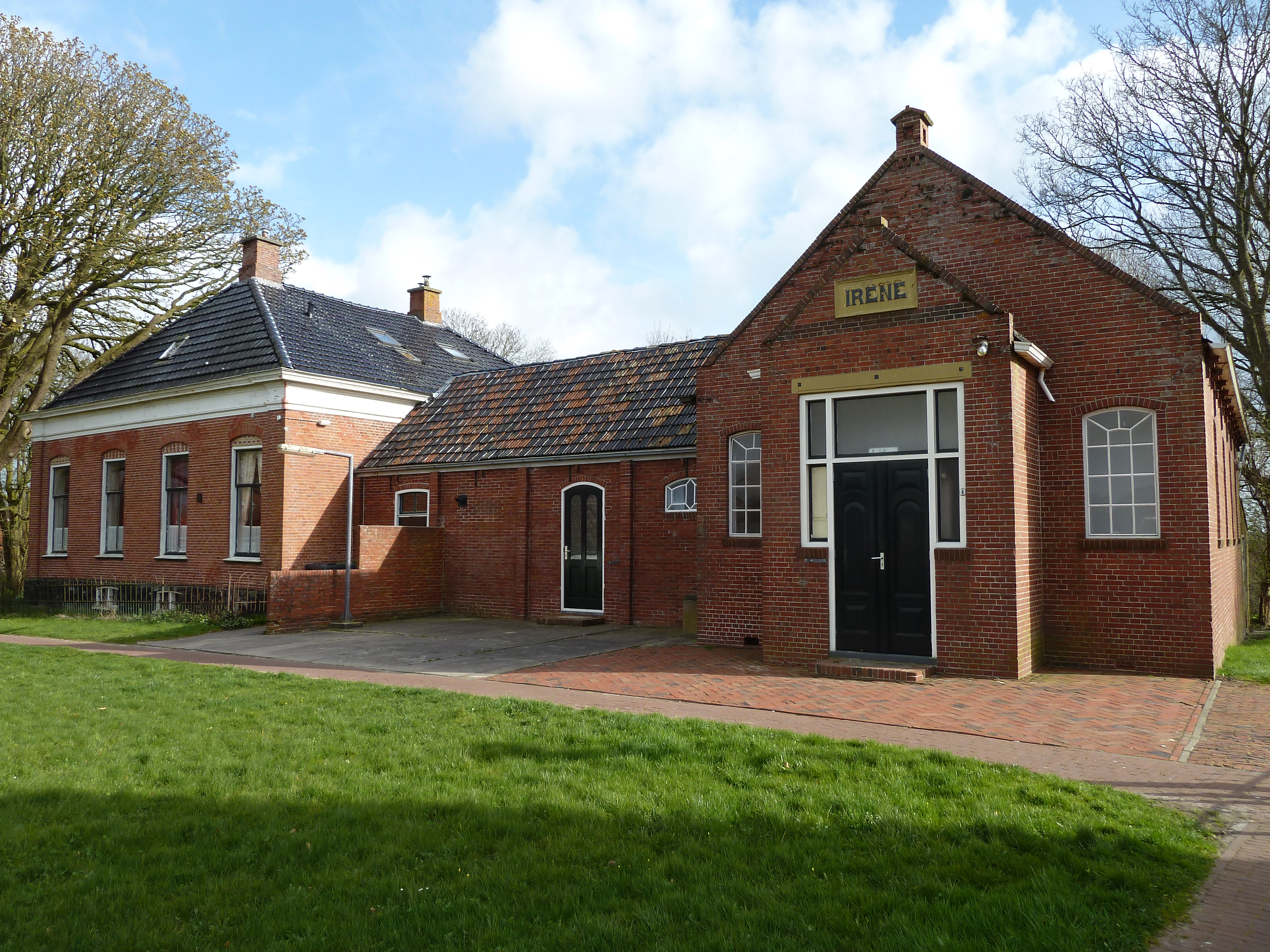
Verenigingsgebouw Irene bij de kerk in Zandeweer
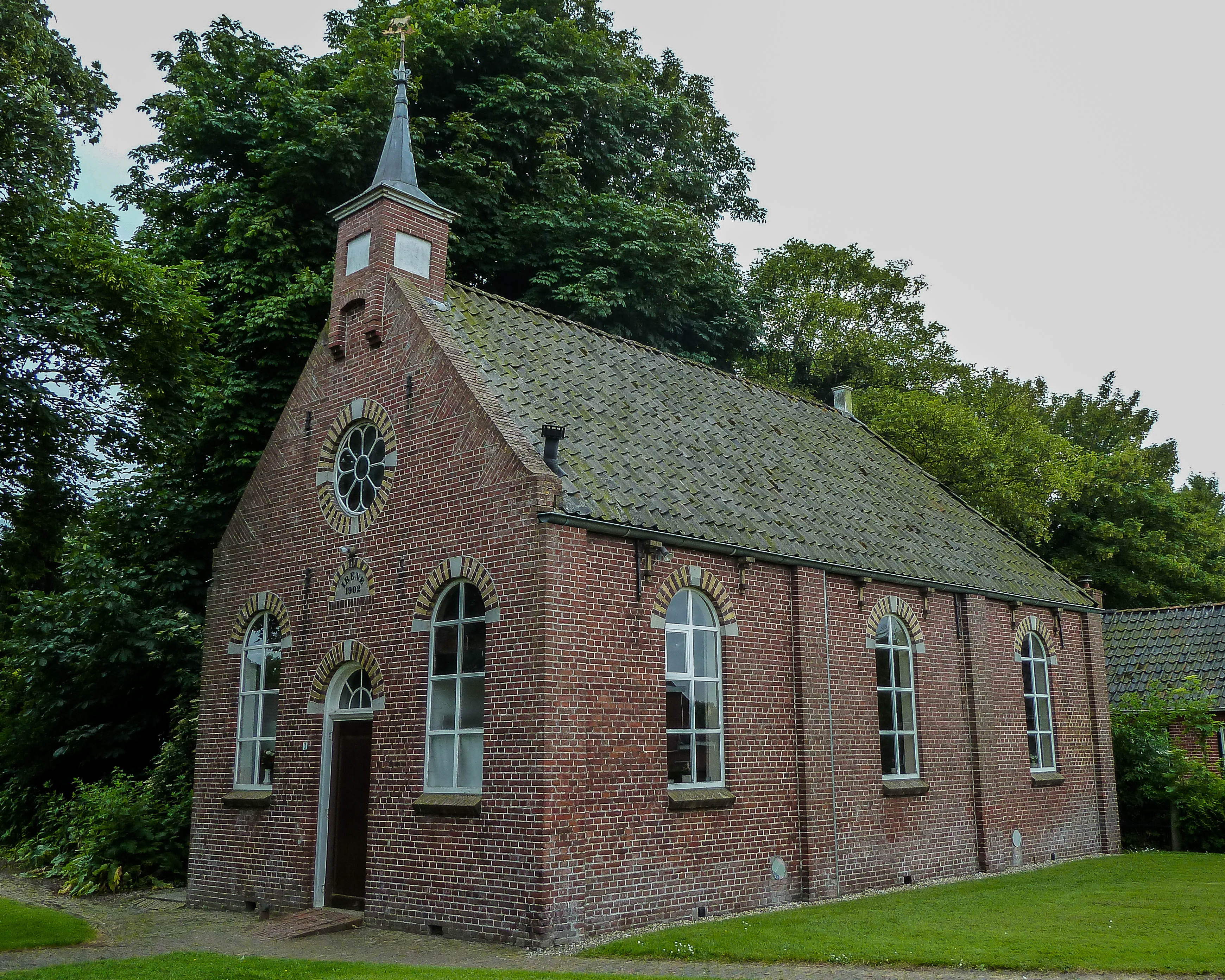
Verenigingsgebouw Irene in Ulrum
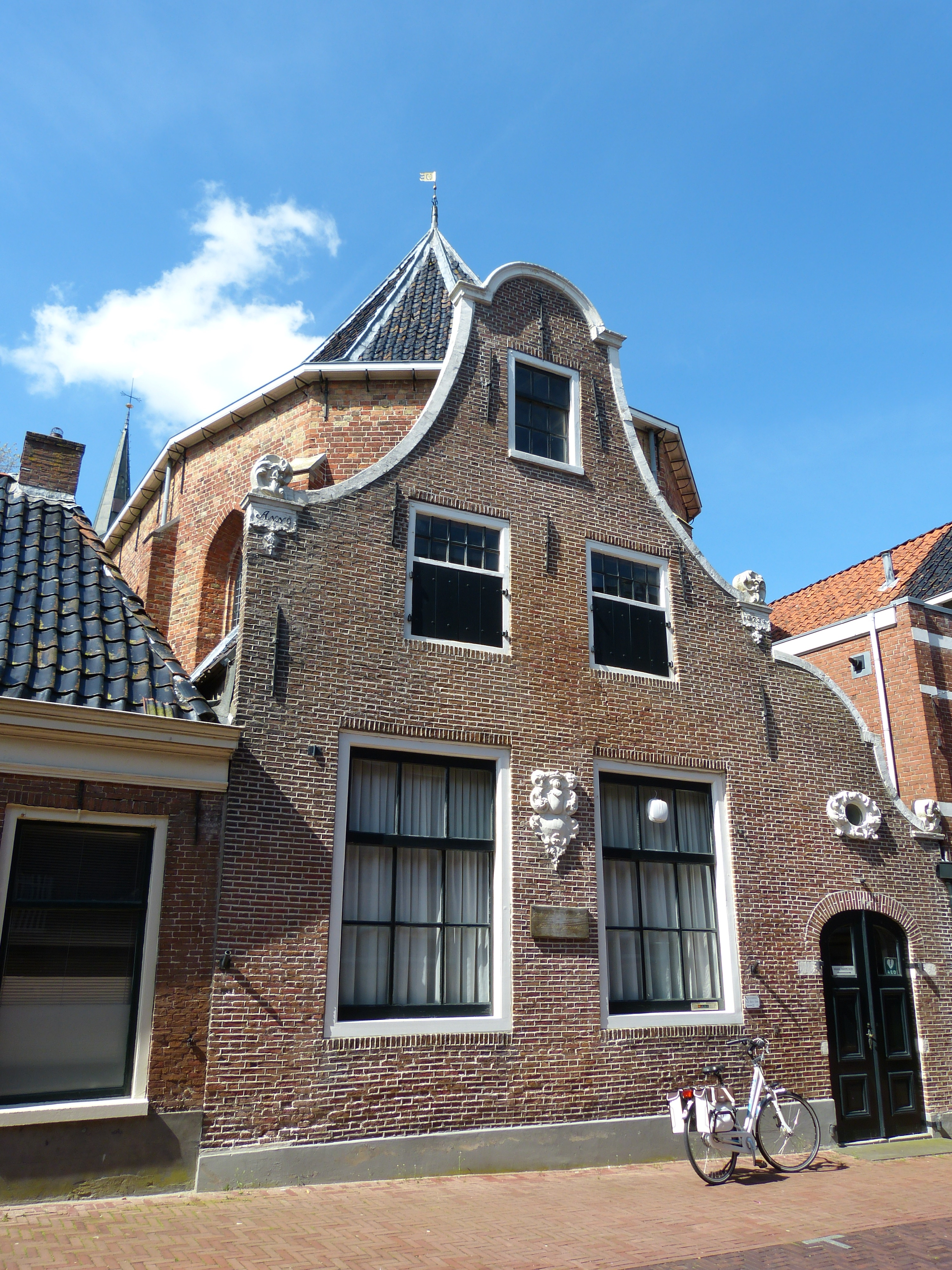
Consistorie in Dokkum
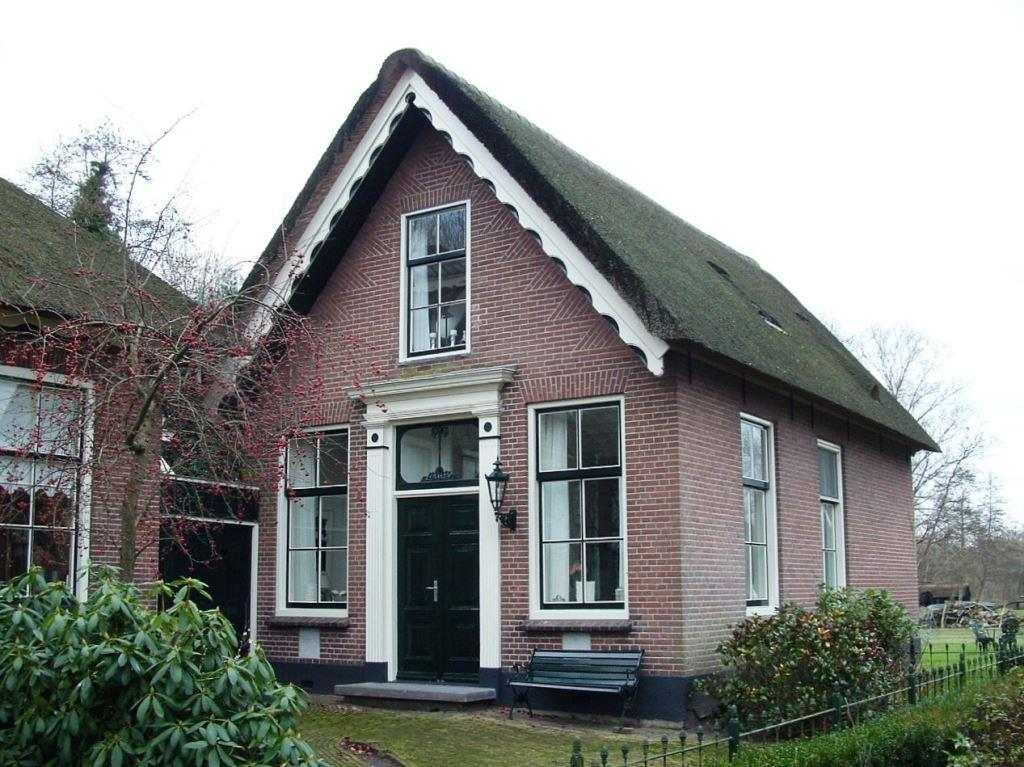
zondagsschool, consistoriekamer, vergaderzaal en verenigingsgebouw hervormde kerk in Giethoorn